# Zdeněk Zikán
Zdeněk Zikán (* 10. November 1937 in Prag; † 14. Februar 2013) war ein tschechoslowakischer Fußballspieler.

## Spielerkarriere
Zikán begann mit dem Fußballspielen bei Motorlet Prag. 1956 wechselte der Stürmer zu Sparta Prag, wo er jedoch ohne Torerfolg blieb und daraufhin zu Motorlet zurückkehrte.
Anschließend ging Zikán zu ÚDA Praha, um dort seinen Wehrdienst abzuleisten, wurde aber bald zu Dukla Pardubice, einem anderen Armeeklub transferiert. In Pardubice kam der Linksaußen in großartige Form und schoss in der Saison 1957/58 15 Tore.
Die guten Leistungen brachten ihm die erste Einberufung in die Tschechoslowakische Nationalmannschaft. Am 2. April 1958 besiegte die Tschechoslowakei vor 50.000 Zuschauern in Prag die Mannschaft der Bundesrepublik Deutschland mit 3:2. Zíkan hatte in der neunten Spielminute den Führungstreffer für seine Mannschaft erzielt.
Schließlich wurde Zikán für die Weltmeisterschaft 1958 in Schweden nominiert. In drei Spielen erzielte der Angreifer vier Tore. Zunächst traf er beim 2:2 im Gruppenspiel gegen Deutschland. Beim 6:1 über Argentinien traf er zwei Mal. Sein Tor im Entscheidungsspiel gegen Nordirland brachte nicht, die Tschechoslowaken schieden durch ein 1:2 nach Verlängerung aus.
Kurz nach der Weltmeisterschaft verletzte sich Zikán in einem Freundschaftsspiel in Varnsdorf schwer und erlitt einen doppelten Fußbruch. Der Stürmer fiel die gesamte Saison 1958/59 aus. Nach seiner Rückkehr auf den Platz konnte er nie mehr an seine alte Form anknüpfen. In der Spielzeit 1959/60 schoss er lediglich drei Tore für Pardubice. In die Nationalmannschaft wurde Zikán nie mehr berufen.
Nach der Saison wechselte Zikán zum damaligen Meister Spartak Hradec Králové, bei dem er insgesamt zehn Jahre verbrachte. Seine Karriere beendete er als Spielertrainer bei Transporta Chrudim.
2003 wurde Zikán vom tschechischen Fußballverband mit dem Václav Jira-Preis ausgezeichnet.